# James T. Kirk
James Tiberius Kirk (Jim) je fiktivni lik iz znanstveno-fantastičnog TV serijala Zvjezdane staze. Jedan je od najslavnijih i najodlikovanijih kapetana Zvjezdane flote, zapovjednik Enterprisea.

## Životopis
Rodio se 2233. u Iowi na planeti Zemlji u obitelji Georgea i Winone Kirk. Godine 2250. pristupio je Akademiji Zvjezdane flote u San Franciscu. Prvu dužnost, kao mladi poručnik, dobio je na brodu USS Farragut pod zapovjedništvom kapetana Garrovicka. Godine 2265. postao je jedan od najmlađih kapetana dobivši zapovjedništvo nad zvjezdanim brodom USS Enterprise (NCC-1701). Za vrijeme petogodišnje misije u svemiru proslavio se kao veliki istraživač, diplomat i ratnik. Tijekom dužnosti na Enterpriseu sprijateljio se s prvim časnikom, Vulkancem Spockom i dr. McCoyem.
Godine 2270. unaprijeđen je u admirala i postavljen na dužnost u Glavnom stožeru Zvjezdane flote u San Franciscu. Tijekom opasnosti koja je Zemlji zaprijetila od nadolazećeg entiteta V'Gera, admiral Kirk je ponovno preuzeo zapovjedništvo nad Enterpriseom i spasio Zemlju.
Godine 2281. povukao se u mirovinu i posvetio privatnom životu i ciljevima, ali već 2284. se ponovno vraća u Zvjezdanu flotu i uskoro kreće s Enterpriseom u novi zadatak. Tijekom misije nastradao mu je prijatelj Spock što ga je prilično uzdrmalo. Dr. McCoy uskoro počinje pokazivati znakove psihičke rastrojenosti čemu je uzrok bila implantirana Spockova svijest u njegovu umu. Jedina šansa za njegovo ozdravljenje bila je pronalazak Spockova reanimiranog tijela na planeti Genesis i njegovo sjedinjenje sa Spockovim umom. Nakon uspješnog zadatka tijekom kojeg je Enterprise uništen, Kirk je zajedno sa svojom posadom i novim Enterpriseom krenuo na put kroz vrijeme u 1986. godinu.
Godine 2286. Kirk je zbog neposluha degradiran na čin kapetana i vraćeno mu je zapovjedništvo nad Enterpriseom. Godine 2293. Kirk je otpratio klingonskog kancelara Gorkona na mirovnu konferenciju na Zemlji što je bio njegov izuzetan diplomatski uspjeh koji mu je donio mnogo pohvala. Međutim uskoro je, zajedno s McCoyjem, bio optužen zbog atentata na Gorkona i deportiran u kažnjeničku koloniju na asteroidu Rura Penthe. Poslije oslobođenja, kojeg je predvodio Spock s Enterpriseom, Kirk je pobijedio generala Changa u bitki kod Khitomera i spriječio atentat na federacijskog predsjednika što je omogućilo nastavak mirovne konferencije. Poslije obavljenog zadatka Enterprise-A je povučen iz službe, a Kirk se povukao u mirovinu.
Uskoro nakon umirovljenja, Kirk se pridružio kolegama Montgomeryju Scottu i Pavlu Chekovu kao počasni gost na prvom putovanju Enterprisea-B. Ubrzo po polasku Kirka je zahvatio energetski izboj, zvan Nexus, koji je uništio dio broda na kojem se nalazio Kirk. Proglašen je mrtvim, no 78 godina kasnije unutar Nexusa ga je pronašao kapetan Jean-Luc Picard i vratio u stvarni svijet. Tada je Kirk konačno poginuo pri pokušaju da spriječi podivljalog znanstvenika Sorana.